# Vuno
Vuno (albanisch auch Vunoi; griechisch Βουνό Vounó) ist ein kleines Dorf innerhalb der Bashkia (Gemeinde) von Himara im Süden Albaniens. Es liegt an der Albanischen Riviera oberhalb des Ionischen Meers, etwa auf halbem Wege zwischen Dhërmi und Himara.
Durch den regionalen Aufschwung des Badetourismus wird auch Vuno immer wie mehr von Touristen besucht. Übernachtungsmöglichkeiten bestehen am Strand und seit 2013 auch in Form von einzelnen Ferienappartements im Umfeld von Vuno. Vuno ist ein gutes Beispiel der typischen Architektur der Albanischen Riviera. Die rund 200 Steinhäuser, die engen und gepflasterten Gassen sowie die mediterranen Gärten bieten für den Tourismus in Zukunft hohes Potenzial und machen Vuno zu einem besonderen Kulturgut Albaniens. Der britische Maler und Schriftsteller Edward Lear fühlte sich einst beim Anblick des Ortes an die „Palazzini“ Italiens erinnert.

## Geographie
Vuno befindet sich am Südhang des Berges Mjegullosh (alb. mjegull: Nebel) des Gebirgsmassivs der Çika auf einer Höhe zwischen 300 und 450 Meter über Meer. Die Berge im Norden erheben sich teilweise bis auf 1300 Meter über Meer. Die ionische Küste ist etwa zwei Kilometer Luftlinie entfernt und kann über eine kurvenreiche Küstenstraße beim Strand Jala erreicht werden. Die Region ist vom Mittelmeerklima geprägt: Dürre Vegetation mit mediterranen Macchien ist kennzeichnend. Gewässer sind rar. Die wenigen Bäche führen im Sommer oft kein Wasser. Südöstlich des Dorfes befindet sich ein kleines Wasserreservoir von etwa 100 Meter Länge und 60 Meter Breite.
In der sommertrockenen Region wachsen neben den erwähnten Macchien auch Oliven, Orangen, Zitronen, Feigen, Walnüsse, Weinreben und verschiedene Blumenarten. Teilweise auch heute noch kultivieren und verarbeiten die Einheimischen diese Pflanzen zu verschiedenen Produkten. Die landwirtschaftliche Fläche umfasst 196 Hektar, davon sind 177 Hektar Olivenhaine, elf Hektar Obstplantagen und acht Hektar Rebberge.
Die Nachbardörfer sind im Westen Ilias und im Osten Himara.

## Verkehr
Unterhalb des Ortes führt die Nationalstraße SH8, welche die Industriestädte Fier und Vlora im Nordwesten mit der bei Badetouristen beliebten Küstenstadt Saranda im Südosten verbindet. Vuno ist jedoch keinesfalls ein Durchgangsort für den Transitverkehr. Da die SH8 ziemlich kurvenreich ist, geht der gesamte Schwerverkehr auf die SH4 über. Auf ihrer ganzen Länge in der Albanischen Riviera wurde die SH8 im Jahr 2008 saniert und auf einigen Teilstrecken auch mit Schutzplanken ausgestattet.
Bei Jala befindet sich eine kleine Anlegestelle für Boote. In Himara gibt es einen kleinen Hafen, die nächsten größeren Häfen befinden sich in Vlora und Saranda.

## Bevölkerung
Vuno wurde in den letzten Jahren sehr von der Landflucht in Mitleidenschaft gezogen. Die Bevölkerungszahl beläuft sich heute auf einen Zehntel von derjenigen vor dem Zweiten Weltkrieg. Viele Junge sind in die Städte oder in andere Länder ausgewandert, geblieben sind meist ältere Menschen. Etwa 200 Menschen beziehungsweise 40 Familien hat Vuno heute. Von einer weit höheren Einwohnerzahl von 457 beziehungsweise 162 Familien spricht hingegen die Bashkia von Himara.
Die ethnische Zusammensetzung ist nicht genau bekannt, da Volkszählungen seit Jahrzehnten keine ethnische Zugehörigkeit erhoben. Traditionell ist Vuno aber wie die gesamte Albanische Riviera von Albanern und Griechen bewohnt, die christlich-orthodox sind und der Autokephalen orthodoxen Kirche Albaniens angehören. Die Albaner sprechen den toskischen Dialekt der Region Labëria.

## Geschichte
Die ältesten Funde menschlicher Besiedlung in Vuno datieren auf das 14. Jahrhundert, als bei Jala die erste Kirche von Venezianern erbaut wurde. Aus späterer Zeit stammen die Kirche des Heiligen Spyridon von 1778 und die Muttergotteskirche von 1783. Es sollen sich zudem 22 weitere Kirchen im Dorf befinden, die mehrheitlich wie ein Großteil der Wohnhäuser verlassen und verfallen sind. Vuno besitzt schon seit Jahren keinen eigenen Priester mehr.
In den 1930er Jahren erbaute der damalige albanische König Ahmet Zogu im südöstlichen Teil des Dorfes ein Internat für Mädchen aus ganz Albanien. Zudem befindet sich im Dorf eine im frühen 20. Jahrhundert errichtete Grundschule, aus der viele Intellektuelle hervorgingen. Heute ist darin eine Herberge untergebracht.
Während des Zweiten Weltkrieges kämpften Dutzende Männer aus Vuno für die Partisanen unter Enver Hoxha. Sie erhielten für ihre Verdienste den Titel „Volksheld“, was Vuno auch den Beinamen „Stadt der Helden“ gab.

## Söhne und Töchter
- Kristo Bega, Aktivist der griechischen Revolution
- Odhise Kasneci, Politiker während der albanischen Nationalbewegung im 19. und 20. Jahrhundert und Mitglied der Liga von Prizren
- Kostandin Kasneci, österreichisch-ungarischer General
- Spiro Koleka (1908–2001), Politiker der Partei der Arbeit Albaniens
- Gogo Nushi (1913–1970), Politiker der Partei der Arbeit Albaniens
- Zaho Koka (1920–1944), Partisanenführer in Vuno während des Zweiten Weltkrieges
- Odhise Grillo (1932–2003), Schriftsteller und Dichter
- Spiro Comorra, Komödiendichter
- Dhimitër Anagnosti (* 1936), Film- und Bühnenregisseur
- Robert Ndrenika (* 1942), Schauspieler
- Leo Gjika, Pädagoge

## Ortsbild

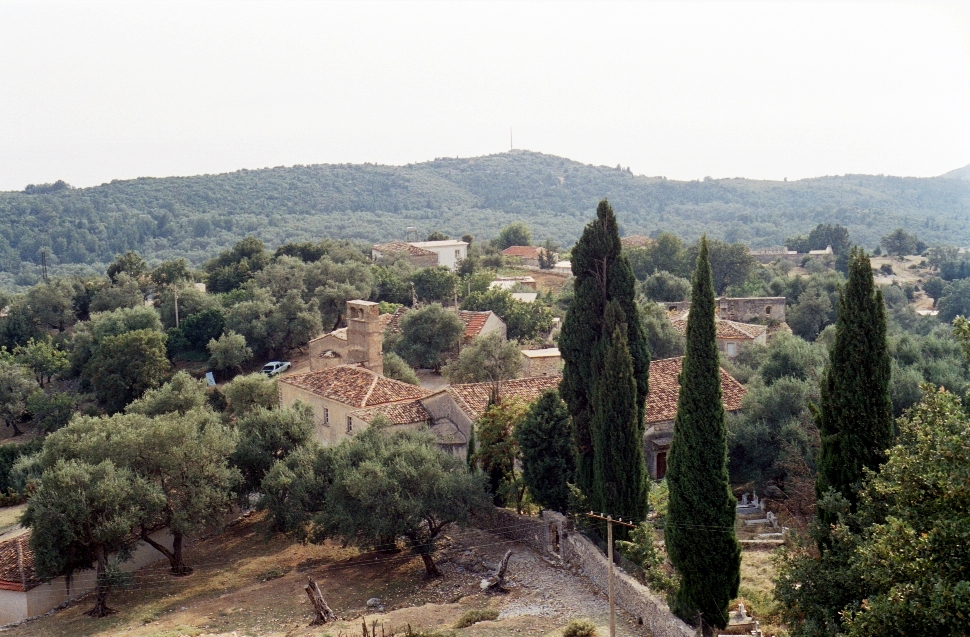
Blick auf ein höher gelegenes Dorfquartier, 2006

Vuno ist von seinen in Reihen gegliederten, am Hang liegenden Häusern geprägt, die mit ihren steinernen Fassaden und Dächern sowie den schmalen Fenstern die Volksarchitektur besonders kennzeichnen. Einige Häuser sind über 200 Jahre alt und datieren um das Jahr 1783. Infolge der Emigration wurden viele Häuser verlassen, und heute (2012) sind etwa 60 Prozent verfallen. Im Dorf befinden sich 25 Kirchen, die mehrheitlich aber verfallen sind.

## Wirtschaft
Vuno hat eine typische Dorfwirtschaft. Die wenigen Älteren sind mit der Kultivierung von Oliven, Zitrusfrüchten, Nüssen und anderen Früchten sowie mit der Viehzucht beschäftigt. Vor allem Ziegen werden gezüchtet, und der lokal hergestellte Käse gehört zu den kulinarischen Spezialitäten von Vuno.
Als neue Perspektive hat sich der Tourismus in Vuno angeboten. Mit Projekten und Finanzhilfen will die albanische Regierung die Landflucht in der Region bremsen und vermehrt in die unberührten Küstenlandschaften der Albanischen Riviera investieren. Laut dem Ministerium für Öffentliche Arbeiten sollen in den nächsten Jahren in Vuno 75 verfallene Steinhäuser renoviert werden und als Bed-and-Breakfast-Häuser Touristen unterbringen können. Mit den dann erwirtschafteten Gewinne soll mit 25 weiteren Gebäuden ebenso verfahren werden.

## Jala

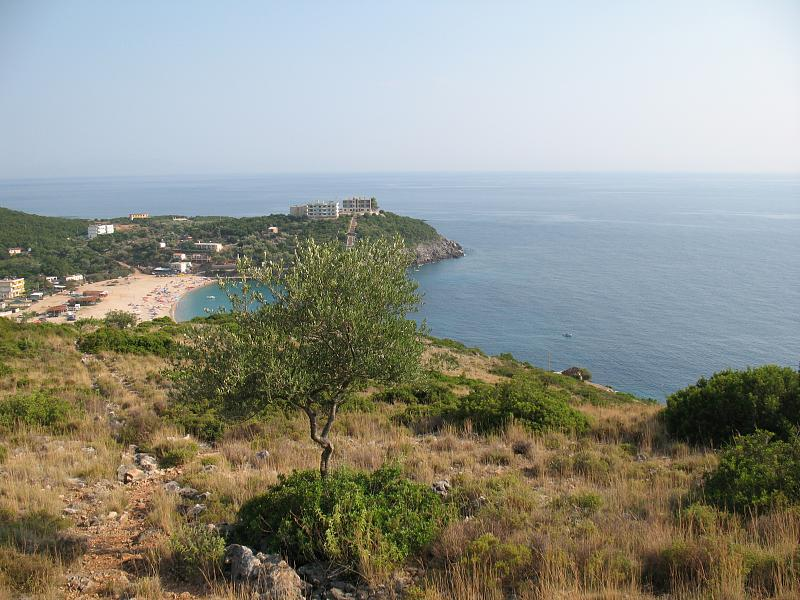
Der Strand von Jala. Blick von Norden, 2008

Mit dem Örtchen Jala besitzt Vuno einen eigenen Strand und auch eine kleine Anlegestelle für Boote. Es kann über eine kurvenreiche, etwa fünf Kilometer lange Straße erreicht werden, die östlich von Vuno abzweigt. Der breite Sandstrand von Jala wird bei Touristen immer beliebter. Es gibt ein paar kleine Hotels und einen Campingplatz.

## Umweltverschmutzung
Vuno und sein Strand Jala haben mit unterschiedlichen Umweltproblemen zu kämpfen. Seit den 1990er Jahren hat sich so zum Beispiel die Müllentsorgung zu einem Problem entwickelt. In der Altstadt werden teilweise verfallene Häuser als Mülldeponien benutzt. Und am Strand bei Jala lassen viele Campingflächen in Bezug auf Sauberkeit zu wünschen übrig. Vor allem Plastikflaschen und -säcke sind ein großes Problem.